# Aerobic

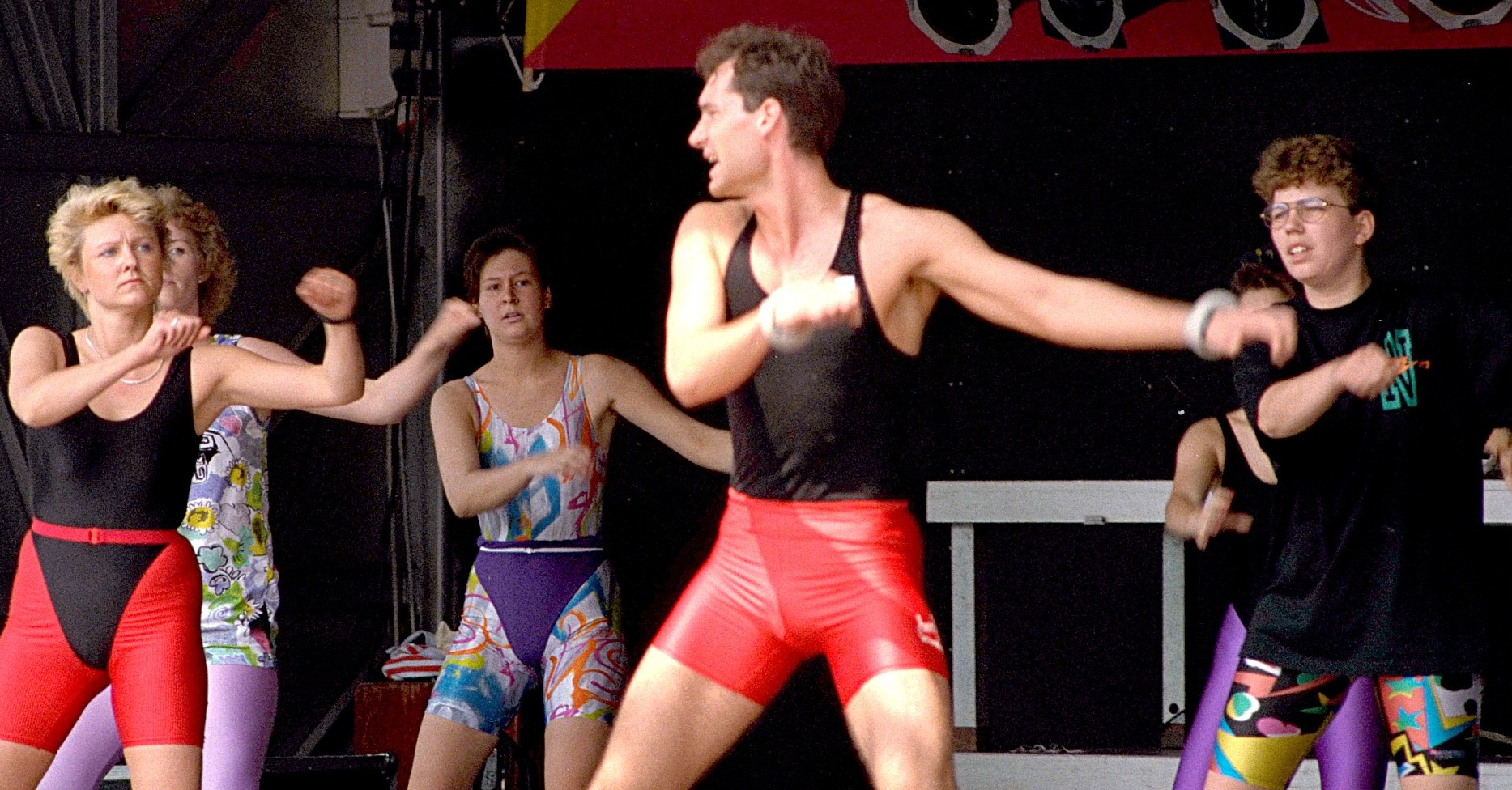
Öffentliche Aerobic-Vorführung

Aerobic (von griechisch ἀήρ aḗr, Luft und βίος bíos, Leben und englisch -ic, -isch) ist ein dynamisches Fitnesstraining in der Gruppe mit rhythmischen Bewegungen zu motivierender Musik. Die Grundelemente sind hauptsächlich (aerobe) Ausdauer und Koordination. Die in einer Choreografie zusammengestellten Übungen, die von einem Aerobic-Trainer vorgeführt werden, sind eine Mischung aus klassischer Gymnastik und Tanz.

## Geschichte
Die Ursprünge gehen auf den US-amerikanischen Arzt Kenneth H. Cooper zurück, der in den 1960er Jahren erstmals ein aerobes Training zur Stärkung von Herz und Lunge entwickelte. Cooper löste in Amerika einen Fitness-Boom aus, in dessen Folge Ausdauertraining in Gymnastikprogramme integriert wurde.
Der weltweite Durchbruch kam 1982, als Jane Fonda Aerobic als ihr Gymnastikprinzip vermarktete und Aerobic so vor allem bei jüngeren Frauen populär wurde. Auch Sydne Rome trug maßgeblich zum Erfolg der Aerobicwelle bei. In Deutschland strahlte das ZDF ab 1983 die Aerobic-Sendung Enorm in Form zum Mitmachen aus.
In der DDR wurde Aerobic als Popgymnastik über die Fernsehsendung Medizin nach Noten populär: In einer Turnhalle wurden – unterlegt von westlicher Popmusik – Übungen vorgemacht, die von den Umstehenden und den Zuschauern zu Hause nachgeahmt werden sollten.
1988 wurde zunehmend über die Schädlichkeit von Aerobic diskutiert. Nach einem Einbruch des Aerobic-Booms wurde das Gewicht vermehrt auf medizinische und sportwissenschaftliche Gesichtspunkte gelegt, insbesondere auf die gelenkschonende Ausführung. Seither hat sich Aerobic vor allem in Europa, wo sich eine ausgeprägte Aerobic-Szene etabliert hat, weiterentwickelt und enthält auf fortgeschrittener Stufe mehr tänzerische Elemente.
Ausgehend vom ursprünglichen Aerobic haben sich weitere Formen dieses Gruppentrainings entwickelt, jede mit eigenen Schwerpunkten und Trainingszielen:
- Aerodance: Eine Aerobic-Form auf fortgeschrittener Stufe mit traditionellen Schritten und tänzerischen Elementen aus dem Jazz und Funk
- Step-Aerobic: Aerobic mit Hilfe einer Plattform, auf der die Übungen ausgeführt werden
- Zumba ist der eingetragene Markenname für ein Fitness-Konzept, das vom Tänzer und Choreografen Alberto „Beto“ Perez in Kolumbien in den 1990er Jahren kreiert wurde. Zumba kombiniert Aerobic mit lateinamerikanischen sowie internationalen Tänzen.
- Tae Bo: Eine Verbindung zwischen dynamischen Kampfsport- und Aerobicelementen
- Bodytoning: Kräftigungsübungen mit diversen Hilfsmitteln
- Bodypump: Ein intensives Kräftigungstraining mit Langhanteln
- Body Balance: Eine moderne Mischung aus Yoga, Pilates und Tai Chi

## Methodik und Didaktik im Aerobic-Unterricht
Aerobic-Trainer bedienen sich zur Steuerung der Teilnehmer allgemein in der Szene verbreiteter Kommunikationstechniken, dem Cueing. Unter Cueing versteht man verbale und nonverbale Anweisungen, mittels derer den Teilnehmern die geplanten Inhalte synchron zur Musik vermittelt werden. Es gibt international genormte Cues; die Aerobic-Fachsprache ist meist englisch. Optimales Cueing ist zeitlich so angelegt, dass die Teilnehmer wissen, wann sie was zu tun haben. Dazu gehören:
- standardisierte Gesten
- Ansagen
- Richtungen und Drehungen anzeigen
- Mimik, Körpersprache
- Kommunikation mit der Gruppe.

Darüber hinaus kommen Techniken zum methodischen Aufbau choreographischer Ziele (Breakdown) in Harmonie mit der eingesetzten Musik zum Einsatz:
Aerobic kann „unchoreographisch“ einfache Bewegungsabläufe vermitteln. Je nach Leistungsstand der Zielgruppe sind aber auch komplizierte Bewegungsmuster mit variierenden Raumwegen und Drehungen möglich. Der richtige Einsatz dieser Methoden stellt an den Trainer recht hohe Anforderungen, denn die Umsetzung erfolgt:
- ohne Pause, synchron zur Musik bzw. im Musikbogen (siehe unten)
- mit gleichzeitigem bzw. rechtzeitigem Cueing
- bei paralleler Fehlerwahrnehmung und -korrektur
- bei ständiger Kommunikation und Motivation der Gruppe.

## Musiklehre, Musiktempo
Das Musiktempo richtet sich nach der Zielgruppe und den Stundeninhalten. In der Regel steigt dieses ab Stundenbeginn kontinuierlich an, um dann zum Ausklang hin wieder langsamer zu werden. Die Maßeinheit für Musiktempo ist bpm („beats per minute“), also die Anzahl der „Schläge pro Minute“. Während zu schnelle Musik auf Kosten der Technik gehen kann, führt zu langsame Musik zu unzureichender Bewegung.
| Begriffe in der Musiklehre | Begriffe in der Musiklehre                                                 |
| -------------------------- | -------------------------------------------------------------------------- |
| Beat                       | „Schlag“, die Betonung in der Musik, bei der wir unwillkürlich „mitwippen“ |
| Takt                       | vier Beats (entspricht einem 4/4-Takt)                                     |
| Phrase                     | acht Beats (also zwei 4/4-Takte)                                           |
| Musikbogen                 | vier Phrasen (=32 Beats)                                                   |
| die „Eins“                 | der erste Beat einer Phrase                                                |
| die „große Eins“           | der erste Beat eines Musikbogens                                           |

Die Standardbewegungsmuster sind so gehalten, dass ein sinnvolles Aneinanderreihen innerhalb der Musik möglich ist. Gut unterrichtete Bewegungsmuster bewegen sich harmonisch innerhalb der Phrasen bzw. des Musikbogens. Eine komplette Choreographie kann so ohne Unterbrechung des Bewegungsflusses unterrichtet werden. Wenn neu eingeführte Bewegungen oder Choreographie-Teile synchron zu einer „großen Eins“ eingeführt werden, wirkt dies besonders harmonisch und motivierend. Daraus ergibt sich, dass nicht jede Musik sinnvoll eingesetzt werden kann, da die „32-Beat-Struktur“ von Anfang bis Ende gewährleistet werden muss. Im Fachhandel ist entsprechend strukturierte Musik für eine komplette Stunde erhältlich, meist auch unter Angabe des Tempos.

## Crossphrasing
Eine klassische Aerobic-Choreographie betont in der Regel jede „Eins“ einer Phrase oder sogar eines Taktes. Für fortgeschrittene Kurse oder erfahrene Instruktoren ist es jedoch möglich, die Betonung auf einen anderen Beat zu legen, sogenanntes Crossphrasing, oder größere musikalische Phrasen zu verwenden. Man kann zwei mögliche Formen von Crossphrasing unterscheiden:
- Passives Crossphrasing: Hierbei wird Crossphrasing dadurch erreicht, dass ein Schritt im halben Tempo ausgeführt wird, sodass die folgenden Schritte sich passiv im Takt verschieben.
- Aktives Crossphrasing: Die Choreographie wird bewusst derart konzipiert, dass durch den Einbau von Schrittfolgen, die nicht über vier oder acht Schläge gehen, die restlichen Schritte nicht mehr der musikalischen Gliederung folgen.

## Belastungsvarianten
Generell werden zwei Belastungsvarianten bei den Schrittmustern unterschieden:
- Low-Impact (englisch für „geringe Belastung“): Schrittmuster, bei denen immer ein Fuß Bodenkontakt behält. Reine Low-Impact-Stunden können wegen der relativ geringen Belastung auch besondere Zielgruppen ansprechen (Übergewichtige, Menschen mit Rückenproblemen u. a.).
- High-Impact (englisch für „hohe Belastung“): Schrittmuster, bei denen immer für kurze Zeit beide Füße den Bodenkontakt verlieren. Reine High-Impact-Stunden sind aufgrund der hohen Belastung in der Praxis nicht zu finden.

Kommen beide Schrittformen in einer Stunde vor, spricht man von „Mixed-Impact“. Bei allen Schritten (egal ob Low- oder High-Impact) muss der Fuß immer vollständig abrollen und kurz vollständig Bodenkontakt haben.

## Stundenablauf
Klassischerweise besteht eine Aerobic-Stunde aus vier Phasen:
- Warm-up – Aufwärmen und gegebenenfalls vordehnen (Pre-Stretch)
- Cardio-Teil – Herz-Kreislauf-Training, Fettverbrennung
- Cooldown I – Abkühlen
- Cooldown II – Nachdehnen und entspannen

Die Länge der Phasen orientiert sich in der Regel an der Gesamtdauer der Trainingseinheit. Stundenbilder können je nach Zielsetzung verschiedene Schwerpunkte haben. So kann zum Beispiel das Workout zugunsten des Cardio-Teils wegfallen, oder umgekehrt.
Aerobic wird auch als Wettkampfsport betrieben (Sportaerobic).